# 金曜プレステージ
『金曜プレステージ』（きんようプレステージ）は、2006年10月6日から2014年9月26日までフジテレビ系列で、毎週金曜日の21:00 - 22:52（JST）に放送されていた単発特別番組枠。
1993年4月から始まった『金曜エンタテイメント』を、2006年10月6日から13年半ぶりに番組枠タイトルを変更した。枠タイトル変更後の第1弾は、片平なぎさ主演の人気シリーズ「赤い霊柩車」のシリーズ第21作を放送した。オープニングCGはゴンゾが製作した。略称は、「金プレ」。2014年10月改編で当枠は『赤と黒のゲキジョー』に変更される。

## 概要
番組では、前身の『金曜エンタテイメント』から引き続きサスペンスドラマをメインにバラエティやドキュメントなども放送するスタイルを踏襲。サスペンスの他にヒューマンドラマ、コメディードラマ、ドキュメンタリードラマ、ドキュメント、スポーツ、バラエティ企画、時代劇、映画など、様々なジャンルの番組をこの枠で放送している。『土曜プレミアム』（土曜日21:00 - 23:10）との連携により、2夜連続放送の番組を編成することも可能としている。
放送開始以来、サスペンスドラマの本数は増減を繰り返している。2007年春頃からサスペンスドラマの放送は減ってきており、月1回程度にとどまっていた。一時増加傾向に転じたものの、2008年春の再編後は再び減少、秋改編からはほとんど放送されず。2009年3月からサスペンスが増えるが、2010年春以降は『カスペ!』（火曜日19:00 - 20:54）同様のバラエティ企画が増加するようになり、「カスペ!」で放送されてきたシリーズ（お笑い芸人王座決定戦スペシャルなど）が当枠で放送されるケースも多くなった。しかし2010年秋以降は再びサスペンスが増加に転じ、2011年4月からは、後述の春・夏・冬休み期間を除きほぼ毎週放送されるようになった。これ以降、ドラマについては前身枠の『金曜エンタテイメント』から続いていたコミカル路線な作風から本格ミステリーの作風に移り変わった。秋葉原通り魔事件以降、夏休みおよび年末年始、春休みの各期間内は、原則としてミステリー・ホラー・サスペンス等のドラマを放送しない処置が取られているが、夏休みに関しては、2011年より再び放送されるようになった。
ドラマ作品では原則として副音声での解説放送を実施（一部の作品ではステレオ放送のみ行うものがある）。放送中に表示する断り書きのテロップは、アナログ放送では北海道の一部地域で民放各局の音声多重放送が実施されていないため各放送局別で表示されるが、デジタル放送では北海道内のすべての地域で受信できるため、送出局のフジテレビから「字幕/解説放送」と表示。なお、2011年5月6日・5月7日の2夜連続「浅見光彦シリーズ第40弾 棄霊島」は2日間とも解説放送が行われる（土曜プレミアムとしては初の解説入り放送となる）。
2014年10月3日からは『赤と黒のゲキジョー』に改題。『男と女のミステリー』以来、23年半ぶりに金曜を冠さないタイトルとなる。

### 放送時間繰り上げ・差し戻し
2008年4月改編で、放送時間を1時間3分繰り上げた（19:57 - 21:49）。これに伴い、FNNニュース（21:49 - 21:55、関東地方は『FNNレインボー発』）を挟んで、22時台は2008年の正月特番で好評だったクイズ&ゲーム番組『一攫千金!日本ルー列島』（21:55 - 22:52）を放送。なお、20時台・21時台の時間帯にフジテレビが金曜日単発枠編成にするのは、1984年9月終了の『金曜ファミリーワイド』以来、23年半ぶりとなる。
編成直後の視聴率は21時開始時代を下回る水準であった。編成によっては以前のように21時から放送されることもあった。結局、11か月後の2009年3月6日から放送終了まで元の時間帯（21:00 - 22:52）へ戻った。4月改編で番組名を『金曜プレミアム』に変更される予定という報道があったが、番組名は変更されないことになった。しかし2015年春の改編で、先述の『赤と黒のゲキジョー』が『金曜プレミアム』に改題するため、6年越しで改題が実現する事となる。
2017年1月27日から『金曜プレミアム』が、金曜20時台の『ダウンタウンなう』の放送時間繰り下げに伴い、2009年2月以来、7年11ヶ月ぶりに19:57 - 21:49に再び繰り上げられた。

## 放送時間の変遷
下記放送時間は、基本放送時間であり、放送作品や内容によって拡大することもある。
- 開始 - 2008年4月4日： 21:00 - 22:52（第1期）
- 2008年4月11日 - 2009年2月6日： 19:57 - 21:49
サスペンスなどのドラマを放送する場合、19:57からの30秒間は、その日の見どころを放送し、19時57分30秒から2分半はCMが流され、実質20時から本編開始になるよう編成されていた。
19:00 - 20:54（19:00 - 21:24の場合あり）が、スポーツ中継や期首特番を放送する場合は、従前の時間帯と同じ21:00 - 22:52に編成（場合によっては遅延することもある）。それにより、FNNニュース枠は20:54に放送、22時台の『一攫千金!日本ルー列島』は休止。
19時台と統合したり（みのもんた司会の『独占!金曜日の告白』など）、22時台と統合する（この場合、FNNニュースは番組内で放送）などバリエーションがある。
2009年2月6日で19時台の『トキめけ!ウィークワンダー』と22時台の『ルー列島』が共に打ち切り、「プレステージ」も翌週から3週間休止。
- 2009年3月6日： 21:00 - 22:52（第2期）
その後の4月改編（開始日は5月1日）では『ペケ×ポン』（19:00 - 19:57）・『ホンネの殿堂!!紳助にはわかるまいっ』（19:57 - 20:54）[注 8]を編成。

『ルー列島』の19:57から3時間スペシャルを放送する場合と『ホンネの殿堂!!』の19:00から4時間スペシャルを放送する場合、「プレステージ」は休止（枠タイトル外し）となる。

## 番組オープニングCG
- 2006年10月6日 - 2009年6月、ゴンゾ
  - 2世代前の『金曜エンタテイメント』時代の初代と2代目の2つの夜景のCGの続編ともいえるようなCGであった。
  - 番組主題歌が流れ、その主題歌名と歌手名をクレジットしていた。
- 2009年7月 - 番組終了
  - これを機にタイトルロゴを変更。
  - オープニングCGは5秒程のものに縮小され、提供クレジットを表示せずに本編を開始する形態に変更。BGMも独自のもののみとなり、番組主題歌名、歌手名のクレジットも表示されなくなる。
  - 提供クレジットは最初のCMに入る前に表示され、提供読みの冒頭も「ここからの放送は〜」に変更された。
  - 同時に前半枠の提供スポンサーによる後クレジット、ヒッチハイクCMの後に来週の予告を15秒間放送するようになった。（ドラマの場合、主に前半ハイライトが放送された。）

## 番組主題歌
主にサスペンスドラマのエンディングで使用される。
放送開始当初は冒頭のオープニングCGとエンディングで2度流していた。主題歌名、歌手名はオープニングCGでクレジットしていたため、原則としてエンディングのスタッフロール内でのクレジットはされていなかった。
前述通り、2009年7月以降のオープニングCG縮小変更に伴い、主題歌名、歌手名のクレジットがなくなったが、引き続きエンディングのスタッフロールでもクレジットされておらず、番組本編内でそれらを確認することは出来なくなっている。
一部のドラマは、その作品独自の主題歌に変更される場合がある。

### 主題歌一覧
- SunMin「Love You.」（2006年10月6日 - 2007年10月19日）
- 髙橋真梨子「オレンヂ」（2007年10月26日 - 2008年4月4日）
- 徳永英明「花束」（2008年4月11日 - 2008年10月3日）
- 鈴木雅之「Still Gold」（2008年10月10日 - 2009年6月12日）
- Love「Two Hearts」（2009年8月21日 - 2011年3月4日）
- Beijy「ひとしずくのヒカリ」／樹里からん「セカンド・ラブ」（2011年4月1日 - 2012年4月27日[注 9]）※放送各回ごとの2曲制。
- 菅原紗由理「いつの日も」（2012年5月7日 - 現在[注 10]）

## 放送された番組
※は金曜エンタテイメント枠から引き続き放送のシリーズ。☆は土曜プレミアムとの連動企画

### テレビドラマ・時代劇

#### シリーズ作品
- 赤い霊柩車シリーズ（原作：山村美紗 主演：片平なぎさ） ※ ＊フジテレビの2時間ドラマ史上で最長シリーズ
  - 第21作「灰色の容疑者」（2006年10月6日）
  - 第22作「代理妻殺人事件」（2007年10月5日）
  - 第23作「聰明な殺意」（2008年10月10日）
  - 第24作「死者からの贈り物」（2009年6月5日）
  - 第25作「呪いの絵馬」（2010年4月2日）
  - 第26作「黒い同窓会」（2010年10月1日）
  - 第27作「魔女の囁き」（2011年4月8日）
  - 第28作「漆黒の記憶」（2011年10月7日）
  - 第29作「慟哭の再会」（2012年4月13日）
  - 第30作「龍野武者行列殺人事件」（2012年9月28日前編、10月5日後編）
  - 第31作「追憶の彼岸花」（2013年4月19日）
  - 第32作「羅刹の三姉妹」（2013年11月22日）
  - 第33作「卒都婆小町が死んだ」（2014年4月18日）
- 浅見光彦シリーズ（原作：内田康夫 主演：中村俊介）＊フジテレビの2時間ドラマ史上で最多シリーズ
  - 第24作 鯨の哭く海（2006年10月13日）
  - 第25作 箸墓幻想（2007年2月2日）
  - 第26作 「紅藍の女」殺人事件（2007年3月30日）
  - 第27作竹人形殺人事件（2007年10月26日）
  - 浅見伝説三部作
    - 第28作第1章 耳なし芳一からの手紙（2008年1月11日）
    - 第29作第2章 熊野街道殺人事件（2008年1月18日）
    - 第30作最終章 天河伝説殺人事件（2008年1月25日）

  - 第31作 喪われた道（2008年5月2日）
  - 第32作 箱庭（2008年9月19日）
  - 第33作 後鳥羽伝説殺人事件（2009年4月10日）
  - 第34作 美濃路殺人事件（2009年6月12日）
  - 第35作 歌枕殺人事件（2009年10月2日）
  - 第36作 鐘（2010年1月8日）
  - 第37作 長崎殺人事件（2010年4月30日）
  - 第38作 十三の冥府（2010年9月24日）
  - 第39作 遺骨（2011年1月14日）
  - 第40作 棄霊島（2011年5月6日前編、5月7日後編）☆
  - 第41作 佐渡伝説殺人事件（2011年9月16日）
  - 第42作 悪魔の種子（2011年11月18日）
  - 第43作 還らざる道（2012年1月27日）
  - 第44作 砂冥宮（2012年4月27日）
  - 第45作 志摩半島殺人事件（2012年7月20日）
  - 第46作 はちまん（2013年1月11日）
  - 第47作 平城山を越えた女（2013年5月10日）
  - 第48作 幻香（2013年9月6日）
  - 第49作 不等辺三角形（2014年1月17日）
  - 第50作 貴賓室の怪人（2014年4月4日）
- ひみつな奥さん（原作：星崎真紀 主演：藤原紀香）
  - ひみつな奥さん（2006年11月17日）
  - ひみつな奥さん2「京都・祇園の巻」（2007年6月1日）
  - ひみつな奥さん3「イケメンホスト殺人事件」（2008年5月30日）
- ドクター小石の事件カルテ（原作：由良三郎、川田弥一郎 主演：橋爪功） ※
  - ドクター小石の事件カルテ（3）「毒薬」（2006年12月1日）
  - ドクター小石の事件カルテ（4）「劇薬」（2008年2月22日）
  - ドクター小石の事件カルテ（5）「毒炎」（2009年4月17日）
  - ドクター小石の事件カルテ（6）「異物」（2009年11月6日）
- 金田一耕助シリーズ（原作：横溝正史 主演：稲垣吾郎） ※
  - 第4作 悪魔が来りて笛を吹く（2007年1月5日）
  - 第5作 悪魔の手毬唄（2009年1月5日）＊金曜プレステージ枠ではない
- 津軽海峡ミステリー航路（原作：斎藤栄 主演：村上弘明）※
  - 津軽海峡ミステリー航路（6）（2007年2月9日）
  - 津軽海峡ミステリー航路（7）（2008年2月29日）
  - 津軽海峡ミステリー航路（8）（2009年3月6日）
- 外科医 鳩村周五郎（主演：船越英一郎）※
  - 外科医 鳩村周五郎 闇のカルテIII（2007年2月16日）
  - 外科医 鳩村周五郎 闇のカルテIV（2008年3月28日）
  - 外科医 鳩村周五郎 血塗られた挑戦状I（2009年3月27日）
  - 外科医 鳩村周五郎 血塗られた挑戦状II（2009年8月28日）
  - 外科医 鳩村周五郎 血塗られた挑戦状III（2010年9月17日）
  - 外科医 鳩村周五郎8（2011年7月1日）
  - 外科医 鳩村周五郎9（2012年3月16日）
  - 外科医 鳩村周五郎10（2012年8月17日）
  - 外科医 鳩村周五郎11（2013年2月22日）
  - 外科医 鳩村周五郎12（2014年2月7日）
  - 外科医 鳩村周五郎13（2014年7月4日）
- 新・細うで繁盛記（原作：花登筺 主演：沢口靖子）※
  - 新・細うで繁盛記2（2007年2月23日）
- 所轄刑事（原作：逢坂剛 主演：船越英一郎）※
  - 所轄刑事3 涙の生活安全課〜必死のアキバ捜査網〜（2007年3月16日）
  - 所轄刑事4 〜罠にはまった生活安全課〜（2008年8月1日）
  - 所轄刑事5 〜振り込め詐欺の出し子を探せ〜（2010年1月22日）
  - 所轄刑事6 〜欺かれた生活安全課〜（2011年10月21日）
  - 所轄刑事7 〜能登・金沢 ストーカー連続殺人事件の闇〜（2012年7月27日）
  - 所轄刑事8 〜信州・安曇野〜白骨温泉売春組織に迫る復讐の剣（2013年1月18日）
  - 所轄刑事9（2014年8月29日）
- 鬼平犯科帳（原作：池波正太郎 主演：中村吉右衛門） 以前は連続ドラマ
  - 鬼平犯科帳スペシャル 一本眉（2007年4月6日）
  - 鬼平犯科帳スペシャル 引き込み女（2008年10月17日）
  - 鬼平犯科帳スペシャル 雨引の文五郎（2009年7月17日）
  - 鬼平犯科帳スペシャル 高萩の捨五郎（2010年6月18日）
  - 鬼平犯科帳スペシャル 一寸の虫（2011年4月15日）
  - 鬼平犯科帳スペシャル 盗賊婚礼（2011年9月30日）
  - 鬼平犯科帳スペシャル 泥鰌の和助始末（2013年1月4日）
  - 鬼平犯科帳スペシャル 見張りの糸（2013年5月31日）
- 屋台弁護士（主演：中村雅俊）※
  - 屋台弁護士II〜検察側の証人〜（2007年4月27日）
  - 屋台弁護士III〜燃える屋台!村雨父子絶体絶命!〜（2009年9月11日）
- 奇跡の動物園〜旭山動物園物語〜（主演：山口智充）第1作のみ土曜プレミアムで放送
  - 奇跡の動物園2007〜旭山動物園物語〜（2007年5月11日）
  - 奇跡の動物園2008〜旭山動物園物語〜（2008年5月16日）
  - 奇跡の動物園2010〜旭山動物園物語〜（2010年2月12日）
- 奥様は警視総監（主演：かたせ梨乃） ※
  - 奥様は警視総監2（2007年6月29日）
  - 奥様は警視総監3（2008年7月11日）
  - 奥様は警視総監4（2009年4月3日）
  - 奥様は警視総監5（2009年12月11日）
- 岡部警部シリーズ（原作：内田康夫 主演：近藤真彦） ※
  - 岡部警部シリーズ（2）多摩湖畔殺人事件（2007年8月31日）
  - 岡部警部シリーズ（3）十三の墓標（2008年9月5日）
  - 岡部警部シリーズ（4）シーラカンス殺人事件（2009年11月27日）
- 新・京都芸妓シリーズ（原作：山村美紗 主演：牧瀬里穂）※
  - 山村美紗没後十三回忌 新・京都芸妓シリーズ（3）祇園芸妓VS京都女優 京都花嫁殺人事件（2008年2月8日）
- 剣客商売（原作：池波正太郎 主演：藤田まこと→北大路欣也） 以前は連続ドラマ
  - スペシャル「春の嵐」（2008年4月11日）
  - スペシャル「道場破り」（2010年2月5日）
  - 「御老中暗殺」（2012年8月24日）
  - 「剣の誓約」（2013年12月27日）
  - 「鬼熊酒屋」（2014年8月8日）
- 京都門司港殺人事件（原作：山村美紗 主演：川原亜矢子）※
  - 京都門司港殺人事件（2008年4月18日）
- ハマの静香は事件がお好き（主演：片平なぎさ）※
  - ハマの静香は事件がお好き（5）（2008年4月25日）
  - ハマの静香は事件がお好き（6）（2009年8月21日）
- 名司会者・寿鶴子 殺人スピーチ（主演：泉ピン子）※
  - 名司会者・寿鶴子 殺人スピーチ（4）（2008年7月25日）
- 日向夢子調停委員事件簿（原作：夏樹静子 主演：三田佳子）※
  - 日向夢子調停委員事件簿5 高価な代償（2008年8月22日）
- いじわるばあさん（原作：長谷川町子 主演：市原悦子）
  - いじわるばあさん1（2009年1月9日）
  - いじわるばあさん2（2010年4月23日）
  - いじわるばあさん3（2011年1月28日）
- 警部補・佐々木丈太郎（原作：西村京太郎 主演：寺脇康文）
  - 警視庁三ツ星刑事 佐々木丈太郎（2009年3月20日）
  - 警部補・佐々木丈太郎（2010年8月13日）
  - 警部補・佐々木丈太郎3（2011年6月3日）
  - 警部補・佐々木丈太郎4（2011年11月25日）
  - 警部補・佐々木丈太郎5（2013年3月15日）
  - 警部補・佐々木丈太郎6（2013年10月25日）
  - 警部補・佐々木丈太郎7（2014年6月20日）
- 十津川刑事の肖像（原作：西村京太郎 主演：高嶋政伸）
  - 十津川刑事の肖像（1）人捜しゲーム（2009年5月8日）
  - 十津川刑事の肖像（2）一千三百万人誘拐計画（2010年6月4日）
  - 十津川刑事の肖像（3）危険な判決（2010年10月15日）
  - 十津川刑事の肖像（4）第二の標的（2011年5月27日）
  - 十津川刑事の肖像（5）鎌倉電鉄殺人事件（2012年4月6日）
  - 十津川刑事の肖像（6）銚子電鉄六・四キロの追跡（2012年9月7日）
  - 十津川捜査班 (7) 「十津川警部の「初恋」」（2013年6月21日）（第7作からは「十津川刑事の肖像」から「十津川捜査班」シリーズに改称）
  - 十津川捜査班 (8) 「十津川警部「家族」」（2014年1月24日）
  - 十津川捜査班 (9) 「十津川警部「故郷」」（2014年7月25日）
- 黒の滑走路（原作：山村美紗 主演：浅野ゆう子） ＊第1作と第2作以降で設定が異なる
  - 第1作 京都・源氏物語殺人絵巻（2010年11月12日）
  - 第2作 黒の滑走路 〜禁じられた一族〜（2012年1月13日）
  - 第3作 黒の滑走路2 〜花婿が見た悪魔〜（2012年5月25日）
  - 第4作 黒の滑走路3 （2013年8月9日）
  - 第5作 黒の滑走路4 羽田空港殺人事件（2014年5月2日）
- 検事・霞夕子（原作：夏樹静子 主演：沢口靖子）
  - 検事 霞夕子（1）－森を歩く死体－（2011年2月4日）
  - 検事 霞夕子（2）〜無関係な死〜（2011年9月2日）
  - 検事 霞夕子（3）〜年一回の訪問者〜（2012年6月8日）
  - 検事 霞夕子（4）誤認逮捕（2013年6月7日）
  - 検事 霞夕子（5）幻の罪（2013年12月13日）
  - 検事 霞夕子（6）不能犯（2014年5月23日）
- 医療捜査官 財前一二三（原作：酒井直行・長尾文子 主演：高島礼子） ＊第6作は土曜ワイド[注 11]で放送。
  - 医療捜査官 財前一二三1（2011年5月13日）
  - 医療捜査官 財前一二三2（2011年12月16日）
  - 医療捜査官 財前一二三3（2012年8月3日）
  - 医療捜査官 財前一二三4（2013年11月8日）
  - 医療捜査官 財前一二三5（2014年6月6日）
- 刑事・鳴沢了（原作：堂場瞬一 主演：坂口憲二）＊第1作は土曜プレミアムで放送
  - 特別企画　刑事・鳴沢了2〜偽りの聖母〜（2011年5月20日）
- アンフェア the special〜ダブル・ミーニング（原作：秦建日子 主演：北乃きい）
  - アンフェア the special〜ダブル・ミーニング　二重定義（2011年9月23日）
  - アンフェア the special〜ダブル・ミーニング　Yes or No？（2013年3月1日）
- 悪女たちのメス（原作：秦建日子 主演：仲間由紀恵）
  - 特別企画 悪女たちのメス（2011年12月9日）
  - 特別企画 悪女たちのメス episode2（2012年12月21日）
- 鬼刑事 米田耕作（主演：中村梅雀）
  - 鬼刑事 米田耕作〜銀行員連続殺人の罠〜（2012年2月3日）
  - 鬼刑事 米田耕作2〜黒いナースステーション〜（2013年9月13日）
- 女医・倉石祥子（原作：霧村悠康 主演：片平なぎさ）
  - 女医・倉石祥子〜死の点滴〜（2012年2月17日）
  - 女医・倉石祥子2〜死の研究室〜（2013年8月23日）
  - 女医・倉石祥子3〜死の最終診断〜（2014年6月13日）
- ヤバい検事 矢場健〜ヤバケンの暴走捜査〜（主演：舘ひろし）
  - ヤバい検事 矢場健〜ヤバケンの暴走捜査〜（2012年2月24日）
  - ヤバい検事 矢場健2〜ヤバケンの暴走捜査〜（2013年1月25日）
  - ヤバい検事 矢場健3〜ヤバケンの暴走捜査〜（2014年2月14日）
- Dr.検事モロハシ（原作：能田茂 主演：稲垣吾郎）※第2作は別枠で放映
  - Dr.検事モロハシ（2012年3月23日）
- 小京都連続殺人事件（原作：山村美紗 主演：浅野温子） ＊第4作は土曜ワイドで放送
  - 小京都連続殺人事件 スパイスは復讐の味（2012年5月4日）
  - 小京都連続殺人事件2 佐野足利・七草に秘められた叫び（2013年5月3日）
  - 小京都連続殺人事件×外科医 鳩村周五郎（2013年10月18日）
- 女検視官・江夏冬子（原作：山村美紗 主演：かたせ梨乃）
  - 女検視官・江夏冬子〜血だまりの滴〜（2012年5月11日）
  - 女検視官・江夏冬子2〜復讐の血脈〜（2012年11月16日予定から2013年5月24日に変更）
- 推理作家・池加代子（原作：山村美紗 主演：名取裕子）
  - 推理作家・池加代子〜殺しのシナリオ〜（2012年5月18日）
  - 推理作家・池加代子（2）〜殺しの文学賞〜（2013年7月26日）
- 塔馬教授の天才推理（原作：高橋克彦 主演：佐々木蔵之介）＊第3作は土曜ワイドで放送
  - 塔馬教授の天才推理 隠岐島の黄金伝説殺人事件（2012年6月1日）
  - 塔馬教授の天才推理2 湯殿山麓ミイラ伝説殺人事件（2014年9月19日）
- ドルチェ（原作：誉田哲也 主演：松下由樹）
  - ドルチェ（2012年10月12日）
  - 強行犯係・魚住久江〜ドルチェ2（2013年11月15日）
- 捜査一課・澤村慶司（原作：堂場瞬一 主演：反町隆史）
  - 逸脱〜捜査一課・澤村慶司（2013年2月15日）
  - 執着〜捜査一課・澤村慶司2（2014年3月7日）
- 事件屋稼業（原作：関川夏央・谷口ジロー 主演：寺尾聰）
  - 事件屋稼業（2013年5月17日）
  - 事件屋稼業2（2014年1月31日）
- 希代の悪女シリーズ
  - 第1作 鬼女（2013年6月28日 主演：藤山直美）
  - 第2作 銭女（2014年4月11日 主演：渡辺えり）
- 名探偵 神津恭介（原作：高木彬光 主演：片岡愛之助）
  - 名探偵 神津恭介〜影なき女〜（2014年3月14日）
- 出張鑑定人・宝来伝吉（主演：伊東四朗）＊第2作は土曜ワイドで放映
  - 出張鑑定人・宝来伝吉（2014年4月25日）
- 深川東署特命人情捜査班 朝田真平（主演：中村梅雀）＊第2作は題名を一部改題した上で、土曜ワイドで放映
  - 深川東署特命人情捜査班 朝田真平（2014年7月18日）
- 潔癖クンの殺人ファイル（主演：坂上忍）
  - 潔癖クンの殺人ファイル 汚れた招待状（2014年9月26日）※金曜プレステージとして最後の放送回となった。

#### 単発作品
- 逃亡者 木島丈一郎（2006年10月13日 主演：寺島進）再放送
- 二夜連続・奇跡の夫婦愛スペシャル 第一夜「虹を架ける王妃 〜朝鮮王朝最後の皇太子と方子妃の物語〜」（2006年11月24日 原作：野口赫宙 主演：菅野美穂）☆
- 新宿の母物語（2006年12月22日 原作：栗原すみ子 主演：泉ピン子）
- 大奥スペシャル〜もうひとつの物語〜（2006年12月29日 主演：深田恭子）※
- 女の一代記 向井千秋〜夢を宇宙に追いかけた人〜（2007年1月12日 原作：向井万起男 主演：菅野美穂）※
- 永遠へ（2007年1月26日 原作：横内美知代 主演：片平なぎさ）
- 介助犬ムサシ〜学校へ行こう!〜（2007年4月20日 原作：綾野まさる 主演：成海璃子）☆
- 松本喜三郎一家物語 〜おじいさんの台所〜（2007年5月4日 原作：佐橋慶女 主演：三國連太郎）
- 星ひとつの夜（2007年5月25日 主演：渡辺謙、玉木宏）
- パパの涙で子は育つ（2007年6月15日、原作：込山正徳 主演；江口洋介）
- 潮風の診療所〜岬のドクター奮戦記〜（2007年6月22日、原作：道下俊一 主演：水谷豊）
- 夏樹静子サスペンス 黒い帽子の女（2007年7月27日、原作：夏樹静子、主演：床嶋佳子）
- 千の風になって ドラマスペシャル第1弾 ドキュメンタリー・ドラマ「家族へのラブレター」（2007年8月3日 主演：黒木瞳）☆
- 千の風になって ドラマスペシャル第3弾「はだしのゲン」（前編）第一夜（2007年8月10日 原作：中沢啓治 主演：小林廉）☆
- 法の庭（2007年8月17日 原作：田原成貴・能田茂 主演：松雪泰子）
- 花いくさ〜京都祇園伝説の芸妓・岩崎峰子〜（2007年11月23日 原作：岩崎峰子 主演：井上真央）
- 松本清張スペシャル・殺人行おくのほそ道（2007年12月7日 原作：松本清張 主演：菊川怜）
- のだめカンタービレ 新春スペシャル in ヨーロッパSpecial Lesson 1（2008年1月4日 原作：二ノ宮知子 主演：上野樹里、玉木宏）☆
- 妻たちからの三行半〜夫たちの(秘)離婚回避マニュアル〜（2008年2月1日 主演：舘ひろし）
- 千の風になって ドラマスペシャル「死ぬんじゃない!〜実録ドラマ・宮本警部が遺したもの〜」（2008年2月15日 主演；三宅裕司）
- 眉山（2008年4月4日、原作：さだまさし 主演：常盤貴子）
- 鯨とメダカ（2008年5月9日 原作：松山善三 主演：田中邦衛、志田未来）
- ドラマレジェンドスペシャル 古畑任三郎ファイナル『今、甦る死』（2008年6月6日 主演：田村正和）☆
- ドラマレジェンドスペシャル 古畑任三郎ファイナル『フェアな殺人者』 （2008年6月13日、2009年9月18日 主演：田村正和）
- 和田アキ子物語（2008年6月20日 原作：和田アキ子 主演：中鉢明子）
- クッキングパパ（2008年8月29日 原作：うえやまとち 主演：山口智充）テレビ西日本開局50周年記念番組
- 恋を捨て夢に駆けた女〜エド・はるみ物語〜（2008年11月7日、原作・主演：エド・はるみ）
- 白衣の天使は見た!!〜外科病棟殺人カルテ（2008年12月12日 主演：浅野ゆう子、真矢みき）
- 長生き競争!（2008年12月26日 東海テレビ放送開局50周年記念番組、原作：黒野伸一 主演：宇津井健）＊特別編成のため21:30 - 23:22の放送
- 嫁の座（2009年5月29日 平岩弓枝作家50年記念作品 主演：田中好子）
- 妻よ! 松本サリン事件犯人と呼ばれて…家族を守り抜いた15年（2009年6月26日 主演：石黒賢）
- ホストの女房（2009年9月4日 原作：愛田朱美 主演：黒木瞳、寺島進）
- 松本清張ドラマスペシャル・山峡の章（2010年1月29日 原作：松本清張 主演：菊川怜）
- 悪い奴ほどよく眠る（2010年3月5日 主演：村上弘明）
- 絶対泣かないと決めた日〜緊急スペシャル〜（2010年7月2日 主演：榮倉奈々）
- 東野圭吾ドラマスペシャル 探偵倶楽部（2010年10月22日 原作：東野圭吾 主演：谷原章介、松下奈緒）
- 湯布院殺人事件（2010年11月19日 原作：内田康夫 主演：渡瀬恒彦）
- 産科医 大河内あかね（2010年12月3日 主演：三田佳子）
- 弁護士 朝吹里矢子－古都・稚い証言にゆらぐ老舗－（2010年12月10日 原作：夏樹静子 主演：真矢みき）
- 特別企画 目線（2010年12月17日 原作：天野節子 主演：仲間由紀恵）
- 庶民の味方 徳大寺操の捜査日誌（2010年12月24日 主演：泉ピン子）
- 監察医七浦小夜子〜法医学者の事件プロファイル〜（2011年4月22日、原作：安富高史 主演：菊川怜）
- 東野圭吾3週連続スペシャル（いずれも原作：東野圭吾）
  - 11文字の殺人（2011年6月10日 主演：永作博美）
  - ブルータスの心臓（2011年6月17日 主演：藤原竜也）
  - 回廊亭殺人事件（2011年6月24日 主演：常盤貴子）
- 絶対零度〜未解決事件特命捜査〜SP（2011年7月8日 主演：上戸彩）
- 死の三角地点〜奥会津隠れ里伝説殺人事件〜（2011年7月15日、原作：金久保茂樹 主演：渡辺えり）
- 私立探偵・下澤唯（2011年7月22日、原作：柴田よしき 主演：高島礼子）
- 警部補・元山純平（2011年8月19日 主演：小林稔侍）
- 3週連続・罪と女とミステリー
  - 森村誠一サスペンス・破婚の条件（2011年8月26日 原作：森村誠一 主演：稲森いずみ）
  - 夏樹静子サスペンス・検事霞夕子〜無関係な死〜（2011年9月2日 原作：夏樹静子 主演：沢口靖子）
  - 宮部みゆきスペシャル・魔術はささやく（2011年9月9日 原作：宮部みゆき 主演：木村佳乃）
- 夏樹静子作家40年記念・第三の女（2011年12月2日 原作：夏樹静子 主演：村上弘明）
- 特別企画 ドラマレジェンド ストロベリーナイト（2012年1月6日 原作：誉田哲也 主演：竹内結子）
- 警察医・秋月桂の検死ファイル（2012年2月10日 主演：斉藤由貴）
- 捜査線上のアリア（2012年6月22日 原作：森村誠一 主演：若村麻由美）
- マリッジ（2012年6月29日 原作：森村誠一 主演：国仲涼子）
- 女秘匿捜査官 原麻希（2012年7月13日 原作：吉川英梨 主演：瀬戸朝香）
- 秋葉京介探偵事務所（2012年9月14日 原作：西村京太郎 主演：仲村トオル）
- 最後から二番目の恋 2012年秋（2012年11月2日 主演：小泉今日子、中井貴一）
- 松本清張没後20年特別企画・疑惑（2012年11月9日 原作：松本清張 主演：常磐貴子）
- 特別企画 悪党（2012年11月30日 原作：薬丸岳 主演：滝沢秀明）
- 女信長（2013年4月5日 原作：佐藤賢一 主演：天海祐希）☆
- 山田太一ドラマスペシャル よその歌 わたしの唄（2013年7月19日 主演：渡瀬恒彦）
- 特別企画 謎解きはディナーのあとでスペシャル 〜風祭警部の事件簿〜（2013年8月2日 原作：東川篤哉 主演：椎名桔平）
- 宮部みゆきドラマスペシャル 淋しい狩人（2013年9月20日 原作：宮部みゆき 主演：北大路欣也）
- 特別企画 屍活師 女王の法医学（2013年9月27日 原作：杜野亜希 主演：松下奈緒）
- 孤独の密葬〜翻訳家の殺人推理〜（2013年11月1日 原作：森村誠一 主演：木村佳乃）
- 長谷川町子物語〜サザエさんが生まれた日〜（2013年11月29日 原作：長谷川町子 主演：尾野真千子）
- 新春特別企画 HAMU -公安警察の男-（2014年1月10日 主演：滝沢秀明）
- 更生人 土門恭介の再犯ファイル（2014年2月21日 主演：渡瀬恒彦）
- 森光子を生きた女〜日本一愛されたお母さんは、日本一寂しい女だった〜（2014年5月9日 主演：仲間由紀恵）
- 警視庁総務部縁結び課 桜井はなの事件ファイル（2014年5月16日 主演：泉ピン子）
- 松本清張ドラマスペシャル 死の発送（2014年5月30日 原作：松本清張 主演：向井理）
- 警察庁特別監察官 氷の女・氷室透子（2014年7月11日 主演：浅野温子）
- 流氷の夜会（2014年8月1日 原作：森村誠一 主演：伊藤蘭）
- 終戦記念スペシャルドラマ 命ある限り戦え、そして生き抜くんだ（2014年8月15日 主演：上川隆也）
- 女請負人（2014年9月12日 原作：夏樹静子 主演：財前直見）

ほか多数あり
2010年2月5日放送の剣客商売スペシャルは、2月17日に逝去した藤田まことが出演した最後の時代劇作品となった。

### ドキュメンタリー番組
- 泣きながら生きて（2006年11月3日、2000年放送のドキュメンタリー番組『小さな留学生』スタッフによる。ある家族に密着取材）
- 秋の教育スペシャル第3弾「『居場所をください…』〜傷だらけの子どもたち〜愛と涙の密着1000日」（2006年11月10日）
- 最先端医療が奇跡を起こす!最強ドクターが救った命と家族の絆スペシャル II（2006年12月15日、情報プレゼンター とくダネ!特別企画、2006年5月20日放送の続編）※
  - 最先端医療が奇跡を起こす!最強ドクターが救った命と家族の絆スペスャル3（2007年6月8日）
  - 最先端医療が奇跡を起こす!最強ドクターが救った命と家族の絆スペシャル4（2008年5月23日）
- 壊れた脳 生存する知（2007年1月19日）
- 教育スペシャル「『居場所を下さい…2』〜傷だらけの子どもたち〜愛と涙の密着ドキュメント」（2007年7月6日）
- 「熱血教師スペシャル第1夜『居場所を下さい…〜2008春〜』」（2008年3月7日）
- 地球デイプロジェクト グレートジャーニースペシャル 日本人の来た道 ヒマラヤ〜日本15000キロ（2008年3月21日）
- 売れなきゃよかった…金曜日の告白SP!大ヒットに狂わされた壮絶人生（2008年6月27日・2008年9月26日、19:00 - 21:49までの拡大版）
- 人体再生ロマンスペシャルIV もう一度抱きしめたい!!〜最先端医療が救う命と愛の物語〜（2008年11月28日）
- わ・す・れ・な・い 東日本大震災155日の記録 （2011年8月12日）
- 自衛隊が撮った0311〜そこにある命を救いたい（2012年3月9日、東日本大震災関連番組）
- 緊急生放送スペシャル!逃亡17年…ついにピリオド!オウム最後の逃亡犯を逮捕…空白の「潜伏生活」を追う!（2012年6月15日、高橋克也容疑者が逮捕されたことによる緊急特番）[注 12][注 13]
- さよなら森光子さん 独占密着…最後の日々（2012年11月16日、森光子が逝去されたことによる緊急特番）[注 14][注 13]
- さようなら勘三郎さん 独占密着…最後の日々（2012年12月7日、18代目中村勘三郎が逝去されたことによる緊急特番）[注 15][注 13][注 16]
- 私は母になりました 野田聖子・わが子との愛と闘い871日全記録（2013年4月26日放送）
- 独占!浅田真央 誰も知らなかった笑顔の真実（2014年2月28日放送）

### バラエティ番組
- 芸能人の親ばか大集合 グチに暴露にお説教!笑いと涙の授業参観（2006年10月27日）
- さんま・福澤のホンマでっか!?ニュース（第4回〜第7回まで。後に『ホンマでっか!?TV』として2009年10月〜2010年9月まで月曜23時台前半（バラパラ枠）、同年10月〜現在まで水曜21時台でレギュラー化）

- さんま&くりぃむの芸能界(秘)個人情報グランプリ（第1回：2008年7月4日、第2回：2009年3月13日、第3回：2009年7月3日、第4回：2009年10月23日、第5回：2010年4月16日、第7回：2010年11月5日、第6回・第8回以降土曜プレミアム枠にて放送）
- さんまのまんまスペシャル2008（2008年10月3日、21:00 - 23:22までの30分拡大版、関西テレビとの共同制作）
- オールスター芸能人歌がうまい王座決定戦スペシャル(2008年から連続で19:00-22:52までの4時間拡大版)
- わかるテレビ（2008年11月21日・2009年2月13日、19:00 - 22:52までの拡大版）
- クイズ$ミリオネア（2009年1月30日、19:00 - 21:49までの拡大版。東海テレビ・関西テレビ・岡山放送は19:57から飛び乗り。木曜19時台でレギュラー放送していた）[注 17]
- さんまの笑顔映像グランプリ（2008年12月25日・2009年12月19日）
- FNS27時間テレビ前夜祭（2008年 - 2010年、27時間テレビ本放送の前日に放送されるPR番組である。ただし2011年からはカスペ!枠にて放送）[注 18]
- 爆笑そっくりものまね紅白歌合戦スペシャル（2011年1月7日、3月18日、2012年9月21日、2013年2月1日、4月12日(19:57-22:52の3時間・19:00-22:52の4時間・19:00-23:22の4時間30分拡大版)）
  - 爆笑そっくりものまね紅白歌合戦スゴイネタ100連発だスペシャル（2009年11月13日）
  - 顔も声もご本人と一緒!爆笑そっくりものまね紅白歌合戦スペシャル（2010年2月19日、2011年2月11日）
- 教えてMr.ニュース 池上彰のそうなんだニッポン（2010年2月26日・3月26日・5月28日・7月9日・8月27日・2011年1月21日）
- 池上彰スペシャル（前述の『教えてMr.ニュース』の後継番組 2013年8月16日、10月4日）
- 爆笑!大日本アカン警察（2010年9月10日・2011年4月〜2013年9月まで日曜20時台でレギュラー放送していた）
- お笑い芸人どっきり王座決定戦スペシャル(2010年10月8日、3時間の拡大版)
- アウト×デラックス（2012年12月14日・2013年4月〜2022年3月まで木曜23時台前半（COOL TV枠）でレギュラー放送している）
- ものまね王座決定戦（2012年7月6日(19:00-22:52の4時間)、2012年12月28日(18:00-22:52の5時間)）

ほか多数

### 映画
- ウォーターボーイズ（2007年7月20日）
- 踊る大捜査線 THE MOVIE 湾岸署史上最悪の3日間!（2007年10月12日）☆
- 交渉人 真下正義（2007年10月19日、2010年7月30日）
- ローレライ（2007年12月28日）
- 少林サッカー（2009年4月24日）
- HACHI 約束の犬（2010年8月6日）
- 貞子3D（2013年8月30日） - 2D放送。

## 放送リスト（ドラマ）

### 2006年
| 回数 | 放送日   | タイトル                 | 話数         | 主演       | 原作       | 脚本       | 監督     | 制作       | 視聴率 |
| ---- | -------- | ------------------------ | ------------ | ---------- | ---------- | ---------- | -------- | ---------- | ------ |
| 1    | 10月6日  | 赤い霊柩車シリーズ       | 21           | 片平なぎさ | 山村美紗   | 石原武龍   | 合月勇   | 大映テレビ | 18.1%  |
| 2    | 10月13日 | 浅見光彦シリーズ         | 24           | 中村俊介   | 内田康夫   | 峯尾基三   | 小林俊一 | 彩の会     | 15.4%  |
| 3    | 11月17日 | ひみつな奥さん           | 1            | 藤原紀香   | 星崎真紀   | 江頭美智留 | 国本雅広 | ホリプロ   |        |
| 4    | 12月1日  | ドクター小石の事件カルテ | 3            | 橋爪功     | 由良三郎   | 田辺満     | 長尾啓司 | オセロット |        |
| 5    | 12月22日 | 新宿の母物語             | 新宿の母物語 | 泉ピン子   | 栗原すみ子 | 田中孝治   | 星田良子 | 共同テレビ |        |

### 2007年
| 回数 | 放送日   | タイトル                                    | 話数                                        | 主演          | 原作            | 脚本         | 監督       | 制作                     | 視聴率 |
| ---- | -------- | ------------------------------------------- | ------------------------------------------- | ------------- | --------------- | ------------ | ---------- | ------------------------ | ------ |
| 6    | 1月5日   | 稲垣吾郎の金田一耕助シリーズ                | 4                                           | 稲垣吾郎      | 横溝正史        | 佐藤嗣麻子   | 星護       | 共同テレビ               |        |
| 7    | 1月19日  | 壊れた脳 生存する知                         | 壊れた脳 生存する知                         | 大塚寧々      | 山田規畝子      | 前川洋一     | 鶴巻日出雄 | 近代映画協会             |        |
| 8    | 1月26日  | 永遠へ                                      | 永遠へ                                      | 片平なぎさ    | 横内美知代      | 普久原晃二   | 初山恭洋   | TSP                      |        |
| 9    | 2月2日   | 浅見光彦シリーズ                            | 25                                          | 中村俊介      | 内田康夫        | 峯尾基三     | 金佑彦     | 東映                     | 15.2%  |
| 10   | 2月9日   | 津軽海峡ミステリー航路                      | 6                                           | 村上弘明      | 斎藤栄          | 田辺満       | 竹安正嗣   | 東宝                     | 14.3%  |
| 11   | 2月16日  | 外科医 鳩村周五郎                           | 3                                           | 船越英一郎    | -               | 深沢正樹     | 猪原達三   | ホリプロ                 | 15.1%  |
| 12   | 2月23日  | 新・細うで繁盛記                            | 2                                           | 沢口靖子      | 花登筺          | さとうしょう | 赤羽博     | 東宝                     |        |
| 13   | 3月2日   | 会いたかった 向井亜紀・代理母出産という選択 | 会いたかった 向井亜紀・代理母出産という選択 | 松下由樹      | 向井亜紀        | 旺季志ずか   | 高丸雅隆   | 共同テレビ               |        |
| 14   | 3月16日  | 所轄刑事                                    | 3                                           | 船越英一郎    | 逢坂剛          | 外村朋子     | 皆川智之   | TSP                      |        |
| 15   | 3月30日  | 浅見光彦シリーズ                            | 26                                          | 中村俊介      | 内田康夫        | 峯尾基三     | 林憲昭     | 彩の会                   | 14.9%  |
| 16   | 4月6日   | 鬼平犯科帳スペシャル 一本眉                 | 鬼平犯科帳スペシャル 一本眉                 | 中村吉右衛門  | 池波正太郎      | 野上龍雄     | 井上昭     | 松竹                     |        |
| 17   | 4月13日  | 名司会者・寿鶴子 殺人スピーチ               | 3                                           | 泉ピン子      | -               | 深沢正樹     | 中山史郎   | ザ・ワークス             |        |
| 18   | 4月20日  | 介助犬ムサシ〜学校へ行こう!〜               | 介助犬ムサシ〜学校へ行こう!〜               | 成海璃子      | 綾野まさる      | 清水友佳子   | 川村泰祐   | -                        |        |
| 19   | 4月27日  | 屋台弁護士                                  | 2                                           | 中村雅俊      | -               | 寺田敏雄     | 土方政人   | 共同テレビ               | 13.2%  |
| 20   | 5月4日   | 松本喜三郎一家物語 〜おじいさんの台所〜     | 松本喜三郎一家物語 〜おじいさんの台所〜     | 三國連太郎    | 佐橋慶女        | 大石静       | 永山耕三   | -                        | 17.6％ |
| 21   | 5月11日  | 奇跡の動物園〜旭山動物園物語〜              | 2                                           | 山口智充      | -               | 相良敦子     | 加藤義人   | テレビマンユニオン       | 17.2%  |
| 22   | 5月25日  | 星ひとつの夜                                | 星ひとつの夜                                | 渡辺謙 玉木宏 | -               | 山田太一     | 田島大輔   | -                        | 18.4%  |
| 23   | 6月1日   | ひみつな奥さん                              | 2                                           | 藤原紀香      | 星崎真紀        | 酒井直行     | 国本雅広   | ホリプロ                 | 15.5%  |
| 24   | 6月15日  | パパの涙で子は育つ                          | パパの涙で子は育つ                          | 江口洋介      | 込山正徳        | 吉田紀子     | 若松節朗   | 共同テレビ               |        |
| 25   | 6月22日  | 潮風の診療所〜岬のドクター奮戦記〜          | 潮風の診療所〜岬のドクター奮戦記〜          | 水谷豊        | 道下俊一        | 小木曽豊斗   | 吉川一義   | 東映                     |        |
| 26   | 6月29日  | 奥様は警視総監                              | 2                                           | かたせ梨乃    | -               | 岩村匡子     | 井坂聡     | 大映テレビ               | 14.4%  |
| 27   | 7月13日  | お母さん ぼくが生まれてごめんなさい         | お母さん ぼくが生まれてごめんなさい         | 森昌子        | 向野幾世        | 南千尋       | 下村優     | ジャパンプロデュース     |        |
| 28   | 7月27日  | 黒い帽子の女                                | 黒い帽子の女                                | 床嶋佳子      | 夏樹静子        | 西井史子     | 初山恭洋   | 大野木オフィス           |        |
| 29   | 8月17日  | 法の庭                                      | 法の庭                                      | 松雪泰子      | 田原成貴 能田茂 | 宇山圭子     | 佐々木章光 | テレパック               |        |
| 30   | 8月31日  | 岡部警部シリーズ                            | 2                                           | 近藤真彦      | 内田康夫        | 前川洋一     | 武藤数顕   | ビジュアル・ネットワーク |        |
| 31   | 9月28日  | おばさんデカ 桜乙女の事件帖                 | 15                                          | 市原悦子      | -               | 倉成柊一郎   | 鶴巻日出雄 | オセロット               | 17.5%  |
| 32   | 10月5日  | 赤い霊柩車シリーズ                          | 22                                          | 片平なぎさ    | 山村美紗        | 石原武龍     | 合月勇     | 大映テレビ               | 15.7%  |
| 33   | 10月26日 | 浅見光彦シリーズ                            | 27                                          | 中村俊介      | 内田康夫        | 峯尾基三     | 金佑彦     | 東映                     |        |
| 34   | 11月16日 | 気象予報士・大沢富士子の事件ファイル        | 気象予報士・大沢富士子の事件ファイル        | 十朱幸代      | -               | 奥村俊雄     | 森田光則   | ドリマックス             |        |
| 35   | 11月23日 | 花いくさ 京都祇園伝説の芸妓・岩崎峰子       | 花いくさ 京都祇園伝説の芸妓・岩崎峰子       | 井上真央      | 岩崎峰子        | 寺田敏雄     | 星田良子   | 共同テレビ               |        |
| 36   | 12月7日  | 松本清張スペシャル 殺人行おくのほそ道       | 松本清張スペシャル 殺人行おくのほそ道       | 菊川怜        | 松本清張        | 三浦有為子   | 松山博昭   | -                        | 16.2%  |
| 37   | 12月21日 | まだ見ぬ父へ、母へ                          | まだ見ぬ父へ、母へ                          | 小池徹平      | -               | 布勢博一     | 平野眞     | -                        |        |

### 2008年
| 回数 | 放送日   | タイトル                                            | 話数                                                | 主演                | 原作         | 脚本       | 監督       | 制作                     | 視聴率 |
| ---- | -------- | --------------------------------------------------- | --------------------------------------------------- | ------------------- | ------------ | ---------- | ---------- | ------------------------ | ------ |
| 38   | 1月11日  | 浅見光彦シリーズ                                    | 28                                                  | 中村俊介            | 内田康夫     | 峯尾基三   | 金佑彦     | 東映                     | 16.1%  |
| 39   | 1月18日  | 浅見光彦シリーズ                                    | 29                                                  | 中村俊介            | 内田康夫     | 峯尾基三   | 金佑彦     | 東映                     | 12.6%  |
| 40   | 1月25日  | 浅見光彦シリーズ                                    | 30                                                  | 中村俊介            | 内田康夫     | 峯尾基三   | 金佑彦     | 東映                     | 13.8%  |
| 41   | 2月1日   | 妻たちからの三行半 〜夫たちの㊙︎離婚回避マニュアル〜 | 妻たちからの三行半 〜夫たちの㊙︎離婚回避マニュアル〜 | 舘ひろし            | -            | 清本由紀   | 本橋圭太   | アズバーズ               |        |
| 42   | 2月8日   | 新・京都芸妓シリーズ                                | 3                                                   | 牧瀬里穂            | 山村美紗     | 峯尾基三   | 石川一郎   | 東映                     |        |
| 43   | 2月22日  | ドクター小石の事件カルテ                            | 4                                                   | 橋爪功              | 由良三郎     | 田辺満     | 長尾啓司   | オセロット               |        |
| 44   | 2月29日  | 津軽海峡ミステリー航路                              | 7                                                   | 村上弘明            | 斎藤栄       | 田辺満     | 竹安正嗣   | 東宝                     | 13.7%  |
| 45   | 3月28日  | 外科医 鳩村周五郎                                   | 4                                                   | 船越英一郎          | -            | 深沢正樹   | 猪原達三   | ホリプロ                 | 12.1%  |
| 46   | 4月4日   | 眉山                                                | 眉山                                                | 常盤貴子            | さだまさし   | 浅野妙子   | 永山耕三   | -                        |        |
| 47   | 4月11日  | 剣客商売（藤田まこと版）                            | 5                                                   | 藤田まこと          | 池波正太郎   | 古田求     | 小野田嘉幹 | 松竹                     |        |
| 48   | 4月18日  | 京都門司港殺人事件                                  | 3                                                   | 川原亜矢子          | 山村美紗     | 前川洋一   | 樋口徹     | 映像京都                 |        |
| 49   | 4月25日  | ハマの静香は事件がお好き                            | 5                                                   | 片平なぎさ          | -            | いずみ玲   | 葉山浩樹   | 大映テレビ               | 9.6%   |
| 50   | 5月2日   | 浅見光彦シリーズ                                    | 31                                                  | 中村俊介            | 内田康夫     | 峯尾基三   | 小林俊一   | 彩の会                   | 13.4%  |
| 51   | 5月9日   | 鯨とメダカ                                          | 鯨とメダカ                                          | 田中邦衛            | 松山善三     | 樫田正剛   | 西浦正記   | -                        |        |
| 52   | 5月16日  | 奇跡の動物園〜旭山動物園物語〜                      | 3                                                   | 山口智充            | -            | 大島里美   | 加藤義人   | テレビマンユニオン       | 10.1%  |
| 53   | 5月30日  | ひみつな奥さん                                      | 3                                                   | 藤原紀香            | 星崎真紀     | 酒井直行   | 国本雅広   | ホリプロ                 |        |
| 54   | 6月20日  | 和田アキ子物語                                      | 和田アキ子物語                                      | 中鉢明子            | 和田アキ子   | 深沢正樹   | 長尾啓司   | ホリプロ                 | 12.0%  |
| 55   | 7月11日  | 奥様は警視総監                                      | 3                                                   | かたせ梨乃          | -            | 岩村匡子   | 井坂聡     | 大映テレビ               | 15.0%  |
| 56   | 7月25日  | 名司会者・寿鶴子 殺人スピーチ                       | 4                                                   | 泉ピン子            | -            | 深沢正樹   | 中山史郎   | ザ・ワークス             |        |
| 57   | 8月1日   | 所轄刑事                                            | 4                                                   | 船越英一郎          | 逢坂剛       | 扇澤延男   | 皆川智之   | TSP                      |        |
| 58   | 8月22日  | 日向夢子調停委員事件簿                              | 5                                                   | 三田佳子            | 西村寿行     | 田中江里夏 | 七高剛     | アズバーズ               | 8.2%   |
| 59   | 8月29日  | クッキングパパ                                      | クッキングパパ                                      | 山口智充            | うえやまとち | 寺田敏雄   | 星田良子   | テレビ西日本             | 9.8%   |
| 60   | 9月5日   | 岡部警部シリーズ                                    | 3                                                   | 近藤真彦            | 内田康夫     | 前川洋一   | 武藤数顕   | ビジュアル・ネットワーク |        |
| 61   | 9月12日  | 事件記者 警視庁記者クラブ                           | 事件記者 警視庁記者クラブ                           | 西岡德馬            | -            | 伊藤崇     | 植田泰史   | 共同テレビ               |        |
| 62   | 9月19日  | 浅見光彦シリーズ                                    | 32                                                  | 中村俊介            | 内田康夫     | 峯尾基三   | 林憲昭     | 彩の会                   | 14.4%  |
| 63   | 10月10日 | 赤い霊柩車シリーズ                                  | 23                                                  | 片平なぎさ          | 山村美紗     | 石原武龍   | 本橋圭太   | 大映テレビ               | 16.1%  |
| 64   | 10月17日 | 鬼平犯科帳スペシャル 引き込み女                     | 鬼平犯科帳スペシャル 引き込み女                     | 中村吉右衛門        | 池波正太郎   | 野上龍雄   | 小野田嘉幹 | 松竹                     |        |
| 65   | 11月7日  | エド・はるみ物語                                    | エド・はるみ物語                                    | エド・はるみ        | エド・はるみ | 南千尋     | 鶴巻日出雄 | ジャパンプロデュース     | 11.0%  |
| 66   | 12月12日 | 白衣の天使は見た!! 外科病棟殺人カルテ               | 白衣の天使は見た!! 外科病棟殺人カルテ               | 浅野ゆう子 真矢みき | -            | 倉沢奈都子 | 長谷川康   | FINE                     |        |
| 67   | 12月26日 | 長生き競争!                                         | 長生き競争!                                         | 宇津井健            | 黒野伸一     | 佐伯俊道   | 福本義人   | 東海テレビ 共同テレビ    | 10.1%  |

### 2009年
| 回数 | 放送日   | タイトル                                                 | 話数                                                     | 主演              | 原作       | 脚本                     | 監督                             | 制作                     | 視聴率 |
| ---- | -------- | -------------------------------------------------------- | -------------------------------------------------------- | ----------------- | ---------- | ------------------------ | -------------------------------- | ------------------------ | ------ |
| 68   | 1月9日   | いじわるばあさん                                         | 1                                                        | 市原悦子          | 長谷川町子 | 竹山洋 樫田正剛 鎌田敏夫 | 堀川とんこう 鶴巻日出雄 吉川一義 | オセロット               | 13.6%  |
| 69   | 3月6日   | 津軽海峡ミステリー航路                                   | 8                                                        | 村上弘明          | 斎藤栄     | 田辺満                   | 竹安正嗣                         | 東宝                     | 10.1%  |
| 70   | 3月20日  | 警部補・佐々木丈太郎                                     | 1                                                        | 寺脇康文          | 西村京太郎 | 石原武龍 末安正子        | 鶴巻日出雄                       | 東阪企画                 | 12.1%  |
| 71   | 3月27日  | 外科医 鳩村周五郎                                        | 5                                                        | 船越英一郎        | -          | 深沢正樹                 | 猪原達三                         | ホリプロ                 | 11.7%  |
| 72   | 4月3日   | 奥様は警視総監                                           | 4                                                        | かたせ梨乃        | -          | 瀧川晃代                 | 井坂聡                           | 大映テレビ               | 12.0%  |
| 73   | 4月10日  | 浅見光彦シリーズ                                         | 33                                                       | 中村俊介          | 内田康夫   | 峯尾基三                 | 金佑彦                           | 東映                     | 12.7%  |
| 74   | 4月17日  | ドクター小石の事件カルテ                                 | 5                                                        | 橋爪功            | 由良三郎   | 田辺満                   | 長尾啓司                         | オセロット               |        |
| 75   | 5月1日   | 木枯し紋次郎                                             | 木枯し紋次郎                                             | 江口洋介          | 笹沢左保   | 田村恵                   | 河毛俊作                         | C.A.L                    |        |
| 76   | 5月8日   | 十津川捜査班                                             | 1                                                        | 髙嶋政伸          | 西村京太郎 | 田子明弘                 | 伊藤寿浩                         | FINE                     | 13.7%  |
| 77   | 5月29日  | 嫁の座                                                   | 嫁の座                                                   | 田中好子          | 平岩弓枝   | 金子成人                 | 松田秀知                         | 大野木オフィス           |        |
| 78   | 6月5日   | 赤い霊柩車シリーズ                                       | 24                                                       | 片平なぎさ        | 山村美紗   | 石原武龍                 | 本橋圭太                         | 大映テレビ               | 13.5%  |
| 79   | 6月12日  | 浅見光彦シリーズ                                         | 34                                                       | 中村俊介          | 内田康夫   | 小林俊一                 | 小林俊一                         | 彩の会                   | 16.2%  |
| 80   | 6月19日  | 親父の一番長い日                                         | 親父の一番長い日                                         | 長澤まさみ 國村隼 | さだまさし | 酒井雅秋                 | 林徹                             | -                        | 12.9%  |
| 81   | 6月26日  | 妻よ! 松本サリン事件犯人と呼ばれて… 家族を守り抜いた15年 | 妻よ! 松本サリン事件犯人と呼ばれて… 家族を守り抜いた15年 | 石黒賢            | -          | 田子明弘                 | 伊藤寿浩 一之瀬登                | FINE                     | 13.5%  |
| 82   | 7月17日  | 鬼平犯科帳スペシャル 雨引の文五郎                        | 鬼平犯科帳スペシャル 雨引の文五郎                        | 中村吉右衛門      | 池波正太郎 | 古田求 安倍徹郎          | 斎藤光正                         | 松竹                     |        |
| 83   | 8月21日  | ハマの静香は事件がお好き                                 | 6                                                        | 片平なぎさ        | -          | いずみ玲                 | 葉山浩樹                         | 大映テレビ               | 10.0%  |
| 84   | 8月28日  | 外科医 鳩村周五郎                                        | 6                                                        | 船越英一郎        | -          | 深沢正樹                 | 猪原達三                         | ホリプロ                 | 12.0%  |
| 85   | 9月4日   | ホストの女房                                             | ホストの女房                                             | 黒木瞳            | 愛田朱美   | 坂上かつえ               | 小林大策 崎田憲一                | 国際放映                 |        |
| 86   | 9月11日  | 屋台弁護士                                               | 3                                                        | 中村雅俊          | -          | 寺田敏雄                 | 土方政人                         | 共同テレビ               | 10.2%  |
| 87   | 10月2日  | 浅見光彦シリーズ                                         | 35                                                       | 中村俊介          | 内田康夫   | 峯尾基三                 | 林憲昭                           | 彩の会                   | 13.7%  |
| 88   | 11月6日  | ドクター小石の事件カルテ                                 | 6                                                        | 橋爪功            | 川田弥一郎 | 田辺満                   | 長尾啓司                         | オセロット               |        |
| 89   | 11月27日 | 岡部警部シリーズ                                         | 4                                                        | 近藤真彦          | 内田康夫   | 前川洋一 谷口純一郎      | 武藤数顕                         | ビジュアル・ネットワーク |        |
| 90   | 12月11日 | 奥様は警視総監                                           | 5                                                        | かたせ梨乃        | -          | 瀧川晃代                 | 井坂聡                           | 大映テレビ               | 12.9%  |

### 2010年
| 回数 | 放送日   | タイトル                             | 話数                                 | 主演              | 原作              | 脚本              | 監督                    | 制作               | 視聴率 |
| ---- | -------- | ------------------------------------ | ------------------------------------ | ----------------- | ----------------- | ----------------- | ----------------------- | ------------------ | ------ |
| 91   | 1月8日   | 浅見光彦シリーズ                     | 36                                   | 中村俊介          | 内田康夫          | 峯尾基三          | 金佑彦                  | 東映               | 12.5%  |
| 92   | 1月22日  | 所轄刑事                             | 5                                    | 船越英一郎        | 逢坂剛            | 外村朋子          | 皆川智之                | TSP                |        |
| 93   | 1月29日  | 松本清張ドラマスペシャル『山峡の章』 | 松本清張ドラマスペシャル『山峡の章』 | 菊川怜            | 松本清張          | 渡辺千穂          | 木下高男                | 共同テレビ         |        |
| 94   | 2月5日   | 剣客商売（藤田まこと版）             | 6                                    | 藤田まこと        | 池波正太郎        | 金子成人          | 井上昭                  | 松竹               |        |
| 95   | 2月12日  | 奇跡の動物園〜旭山動物園物語〜       | 4                                    | 山口智充          | -                 | 大島里美          | 加藤義人                | テレビマンユニオン | 10.1%  |
| 96   | 3月5日   | 悪い奴ほどよく眠る                   | 悪い奴ほどよく眠る                   | 村上弘明          | -                 | 吉田剛            | 黒沢直輔                | 劇団俳優座         | 10.1％ |
| 97   | 4月2日   | 赤い霊柩車シリーズ                   | 25                                   | 片平なぎさ        | 山村美紗          | 石原武龍          | 本橋圭太                | 大映テレビ         | 15.3%  |
| 98   | 4月23日  | いじわるばあさん                     | 2                                    | 市原悦子          | 長谷川町子        | 鎌田敏夫 竹山洋   | 鶴巻日出雄 堀川とんこう | オセロット         | 13.3%  |
| 99   | 4月30日  | 浅見光彦シリーズ                     | 37                                   | 中村俊介          | 内田康夫          | 峯尾基三          | 林憲昭                  | 彩の会             | 13.1%  |
| 100  | 6月4日   | 十津川捜査班                         | 2                                    | 髙嶋政伸          | 西村京太郎        | 田子明弘          | 福本義人                | FINE               | 12.2%  |
| 101  | 6月18日  | 鬼平犯科帳スペシャル 高萩の捨五郎    | 鬼平犯科帳スペシャル 高萩の捨五郎    | 中村吉右衛門      | 池波正太郎        | 金子成人          | 斎藤光正                | 松竹               | 13.9%  |
| 102  | 8月13日  | 警部補・佐々木丈太郎                 | 2                                    | 寺脇康文          | 西村京太郎        | 石原武龍 末安正子 | 鶴巻日出雄              | 東阪企画           | 11.8%  |
| 103  | 9月3日   | 愛はみえる 全盲夫婦に宿った小さな命  | 愛はみえる 全盲夫婦に宿った小さな命  | 上戸彩 小出恵介   | 立道聡子 八木里美 | いずみ吉紘        | 谷村政樹                | -                  |        |
| 104  | 9月17日  | 外科医 鳩村周五郎                    | 7                                    | 船越英一郎        | -                 | 深沢正樹          | 猪原達三                | ホリプロ           | 12.4%  |
| 105  | 9月24日  | 浅見光彦シリーズ                     | 38                                   | 中村俊介          | 内田康夫          | 峯尾基三          | 金佑彦                  | 東映               | 13.0%  |
| 106  | 10月1日  | 赤い霊柩車シリーズ                   | 26                                   | 片平なぎさ        | 山村美紗          | 石原武龍          | 葉山裕記                | 大映テレビ         | 14.5%  |
| 107  | 10月15日 | 十津川捜査班                         | 3                                    | 髙嶋政伸          | 西村京太郎        | 田子明弘          | 福本義人                | FINE               | 14.2%  |
| 108  | 10月22日 | 探偵倶楽部                           | 探偵倶楽部                           | 谷原章介 松下奈緒 | 東野圭吾          | 深沢正樹          | 水谷俊之                | ホリプロ           | 12.2%  |
| 109  | 11月12日 | 京都・源氏物語殺人絵巻               | 京都・源氏物語殺人絵巻               | 浅野ゆう子        | 山村美紗          | 橋本以蔵          | 福本義人                | FINE               |        |
| 110  | 11月19日 | 湯布院殺人事件                       | 湯布院殺人事件                       | 渡瀬恒彦 名取裕子 | 内田康夫          | 樫田正剛          | 小林俊一                | 彩の会             |        |
| 111  | 12月3日  | 産科医 大河内あかね                  | 産科医 大河内あかね                  | 三田佳子          | -                 | 飯野陽子          | 樋口徹                  | FCC                |        |
| 112  | 12月10日 | 弁護士 朝吹里矢子                    | 弁護士 朝吹里矢子                    | 真矢みき          | 夏樹静子          | 坂上かつえ        | 赤羽博                  | TSP                |        |
| 113  | 12月17日 | 目線                                 | 目線                                 | 仲間由紀恵        | 天野節子          | ひかわかよ        | 林徹                    | -                  |        |
| 114  | 12月24日 | 庶民の味方 徳大寺操の捜査日誌        | 庶民の味方 徳大寺操の捜査日誌        | 泉ピン子          | -                 | 深沢正樹          | 中山史郎                | ザ・ワークス       |        |

### 2011年
| 回数 | 放送日   | タイトル                                    | 話数                                        | 主演         | 原作              | 脚本                | 監督                    | 制作         | 視聴率 |
| ---- | -------- | ------------------------------------------- | ------------------------------------------- | ------------ | ----------------- | ------------------- | ----------------------- | ------------ | ------ |
| 115  | 1月14日  | 浅見光彦シリーズ                            | 39                                          | 中村俊介     | 内田康夫          | 峯尾基三            | 小林俊一                | 彩の会       | 14.0%  |
| 116  | 1月28日  | いじわるばあさん                            | 3                                           | 市原悦子     | 長谷川町子        | 鎌田敏夫 井上由美子 | 鶴巻日出雄 堀川とんこう | オセロット   | 15.6%  |
| 117  | 2月4日   | 検事・霞夕子                                | 1                                           | 沢口靖子     | 夏樹静子          | 吉本昌弘            | 赤羽博                  | ユニオン映画 | 12.0%  |
| 118  | 4月8日   | 赤い霊柩車シリーズ                          | 27                                          | 片平なぎさ   | 山村美紗          | 石原武龍            | 本橋圭太                | 大映テレビ   | 15.7%  |
| 119  | 4月15日  | 鬼平犯科帳スペシャル 一寸の虫               | 鬼平犯科帳スペシャル 一寸の虫               | 中村吉右衛門 | 池波正太郎        | 古田求              | 石原興                  | 松竹         |        |
| 120  | 4月22日  | 監察医七浦小夜子 法医学者の事件プロファイル | 監察医七浦小夜子 法医学者の事件プロファイル | 菊川怜       | 安富高史          | 黒岩勉              | 松山博昭                | -            |        |
| 121  | 5月13日  | 医療捜査官 財前一二三                       | 1                                           | 高島礼子     | 酒井直行 長尾文子 | 酒井直行            | 赤羽博                  | ホリプロ     | 13.3%  |
| 122  | 5月20日  | 刑事・鳴沢了                                | 2                                           | 坂口憲二     | 堂場瞬一          | 酒巻浩史            | 山本剛義                | ドリマックス | 11.7%  |
| 123  | 5月27日  | 十津川捜査班                                | 4                                           | 髙嶋政伸     | 西村京太郎        | 田子明弘            | 福本義人                | FINE         | 13.5%  |
| 124  | 6月3日   | 警部補・佐々木丈太郎                        | 3                                           | 寺脇康文     | 西村京太郎        | 石原武龍 末安正子   | 鈴木浩介                | 東阪企画     | 15.4%  |
| 125  | 6月10日  | 11文字の殺人                                | 11文字の殺人                                | 永作博美     | 東野圭吾          | 黒岩勉              | 林徹                    | 共同テレビ   | 16.0%  |
| 126  | 6月17日  | ブルータスの心臓                            | ブルータスの心臓                            | 藤原竜也     | 東野圭吾          | ひかわかよ          | 入江悠                  | FINE         | 16.1%  |
| 127  | 6月24日  | 回廊亭殺人事件                              | 回廊亭殺人事件                              | 常盤貴子     | 東野圭吾          | 旺季志ずか          | 山本剛義                | 大映テレビ   | 13.6%  |
| 128  | 7月1日   | 外科医 鳩村周五郎                           | 8                                           | 船越英一郎   | -                 | 深沢正樹            | 猪原達三                | ホリプロ     | 12.7%  |
| 129  | 7月15日  | 死の三角地点 奥会津隠れ里伝説殺人事件       | 死の三角地点 奥会津隠れ里伝説殺人事件       | 渡辺えり     | 金久保茂樹        | 安井国穂            | 七高剛                  | アズバーズ   |        |
| 130  | 7月22日  | 私立探偵・下澤唯                            | 私立探偵・下澤唯                            | 高島礼子     | 柴田よしき        | いずみ玲            | 星田良子                | 共同テレビ   |        |
| 131  | 8月19日  | 警部補・元山純平                            | 警部補・元山純平                            | 小林稔侍     | -                 | 鎌田敏夫            | 都築淳一                | 共同テレビ   |        |
| 132  | 8月26日  | 破婚の条件                                  | 破婚の条件                                  | 稲森いずみ   | 森村誠一          | 岡崎由紀子          | 星田良子                | 国際放映     |        |
| 133  | 9月2日   | 検事・霞夕子                                | 2                                           | 沢口靖子     | 夏樹静子          | 吉本昌弘            | 赤羽博                  | ユニオン映画 | 14.5%  |
| 134  | 9月9日   | 魔術はささやく                              | 魔術はささやく                              | 木村佳乃     | 宮部みゆき        | 渡辺千穂            | 古厩智之                | テレパック   |        |
| 135  | 9月16日  | 浅見光彦シリーズ                            | 41                                          | 中村俊介     | 内田康夫          | 峯尾基三            | 小林俊一 林憲昭         | 彩の会       | 12.8%  |
| 136  | 9月30日  | 鬼平犯科帳スペシャル 盗賊婚礼               | 鬼平犯科帳スペシャル 盗賊婚礼               | 中村吉右衛門 | 池波正太郎        | 古田求              | 石原興                  | 松竹         |        |
| 137  | 10月7日  | 赤い霊柩車シリーズ                          | 28                                          | 片平なぎさ   | 山村美紗          | 石原武龍            | 本橋圭太                | 大映テレビ   | 15.1%  |
| 138  | 10月21日 | 所轄刑事                                    | 6                                           | 船越英一郎   | 逢坂剛            | 外村朋子            | 皆川智之                | TSP          |        |
| 139  | 11月18日 | 浅見光彦シリーズ                            | 42                                          | 中村俊介     | 内田康夫          | 峯尾基三            | 金佑彦                  | 東映         | 16.2%  |
| 140  | 11月25日 | 警部補・佐々木丈太郎                        | 4                                           | 寺脇康文     | 西村京太郎        | 石原武龍 末安正子   | 鈴木浩介                | 東阪企画     | 9.7%   |
| 141  | 12月2日  | 第三の女                                    | 第三の女                                    | 村上弘明     | 夏樹静子          | 長坂秀佳            | 松本健                  | テレパック   |        |
| 142  | 12月9日  | 悪女たちのメス                              | 1                                           | 仲間由紀恵   | 秦建日子          | 秦建日子            | 葉山裕記                | The icon     | 14.0%  |
| 143  | 12月16日 | 医療捜査官 財前一二三                       | 2                                           | 高島礼子     | 酒井直行 長尾文子 | 入江信吾            | 麻生学                  | ホリプロ     | 13.0%  |

### 2012年
| 回数 | 放送日   | タイトル                                | 話数                          | 主演         | 原作                | 脚本              | 監督       | 制作             | 視聴率 |
| ---- | -------- | --------------------------------------- | ----------------------------- | ------------ | ------------------- | ----------------- | ---------- | ---------------- | ------ |
| 144  | 1月13日  | 黒の滑走路                              | 1                             | 浅野ゆう子   | 山村美紗            | 田子明弘          | 伊藤寿浩   | FINE             | 12.5%  |
| 145  | 1月27日  | 浅見光彦シリーズ                        | 43                            | 中村俊介     | 内田康夫            | 峯尾基三          | 林憲昭     | 彩の会           | 13.8%  |
| 146  | 2月3日   | 鬼刑事 米田耕作                         | 1                             | 中村梅雀     | -                   | 矢島正雄          | 富田勝典   | アニマ21         | 13.3%  |
| 147  | 2月10日  | 警察医・秋月桂の検死ファイル            | 警察医・秋月桂の検死ファイル  | 斉藤由貴     | -                   | 洞澤美恵子        | 松田秀知   | 大野木オフィス   |        |
| 148  | 2月17日  | 女医・倉石祥子                          | 1                             | 片平なぎさ   | 霧村悠康            | 加藤公平          | 城宝秀則   | 共同テレビ       | 13.8%  |
| 149  | 2月24日  | ヤバい検事 矢場健〜ヤバケンの暴走捜査〜 | 1                             | 舘ひろし     | -                   | 深沢正樹          | 児玉宜久   | ユニオン映画     |        |
| 150  | 3月16日  | 外科医 鳩村周五郎                       | 9                             | 船越英一郎   | -                   | 深沢正樹          | 藤岡浩二郎 | ホリプロ         | 12.2%  |
| 151  | 3月23日  | Dr.検事モロハシ                         | 1                             | 稲垣吾郎     | 能田茂              | 大石哲也          | 七高剛     | FILM             |        |
| 152  | 4月6日   | 十津川捜査班                            | 5                             | 髙嶋政伸     | 西村京太郎          | 田子明弘          | 福本義人   | FINE             | 11.6%  |
| 153  | 4月13日  | 赤い霊柩車シリーズ                      | 29                            | 片平なぎさ   | 山村美紗            | 高橋麻紀          | 樹下直美   | 大映テレビ       | 12.0%  |
| 154  | 4月27日  | 浅見光彦シリーズ                        | 44                            | 中村俊介     | 内田康夫            | 峯尾基三          | 金佑彦     | 東映             | 12.5%  |
| 155  | 5月4日   | 小京都連続殺人事件                      | 1                             | 浅野温子     | 山村美紗            | 安藤康太郎        | 楠田泰之   | ホリプロ         | 13.0%  |
| 156  | 5月11日  | 女検視官・江夏冬子                      | 1                             | かたせ梨乃   | 山村美紗            | 岡崎由紀子        | 榎戸耕史   | アズバーズ       |        |
| 157  | 5月18日  | 推理作家・池加代子                      | 1                             | 名取裕子     | 山村美紗            | ひかわかよ        | 水田成英   | FCC              | 12.3%  |
| 158  | 5月25日  | 黒の滑走路                              | 2                             | 浅野ゆう子   | 山村美紗            | 田子明弘          | 伊藤寿浩   | FINE             | 11.5%  |
| 159  | 6月1日   | 塔馬教授の天才推理                      | 1                             | 佐々木蔵之介 | 高橋克彦            | 扇澤延男          | 千葉行利   | ケイファクトリー | 11.9%  |
| 160  | 6月8日   | 検事・霞夕子                            | 3                             | 沢口靖子     | 夏樹静子            | 吉本昌弘          | 赤羽博     | ユニオン映画     | 10.8%  |
| 161  | 6月22日  | 捜査線上のアリア                        | 捜査線上のアリア              | 若村麻由美   | 森村誠一            | 岡崎由紀子        | 星田良子   | 国際放映         |        |
| 162  | 6月29日  | マリッジ                                | マリッジ                      | 国仲涼子     | 森村誠一            | 田辺満            | 渡邊孝好   | テレパック       |        |
| 163  | 7月13日  | 女秘匿捜査官 原麻希                     | 女秘匿捜査官 原麻希           | 瀬戸朝香     | 吉川英梨            | 松本美弥子        | 葉山裕記   | The icon         |        |
| 164  | 7月20日  | 浅見光彦シリーズ                        | 45                            | 中村俊介     | 内田康夫            | 峯尾基三          | 小林俊一   | 彩の会           | 13.1%  |
| 165  | 7月27日  | 所轄刑事                                | 7                             | 船越英一郎   | 逢坂剛              | 外村朋子          | 皆川智之   | TSP              |        |
| 166  | 8月3日   | 医療捜査官 財前一二三                   | 3                             | 高島礼子     | 酒井直行 長尾文子   | 入江信吾          | 麻生学     | ホリプロ         | 11.6%  |
| 167  | 8月17日  | 外科医 鳩村周五郎                       | 10                            | 船越英一郎   | -                   | 深沢正樹          | 猪原達三   | ホリプロ         | 11.7%  |
| 168  | 8月24日  | 剣客商売（北大路欣也版）                | 1                             | 北大路欣也   | 池波正太郎          | 金子成人          | 山下智彦   | 松竹             | 12.5%  |
| 169  | 9月7日   | 十津川捜査班                            | 6                             | 髙嶋政伸     | 西村京太郎          | 田子明弘          | 福本義人   | FINE             | 10.1%  |
| 170  | 9月14日  | 秋葉京介探偵事務所                      | 秋葉京介探偵事務所            | 仲村トオル   | 西村京太郎          | 菱田信也 本田隆一 | 本田隆一   | FINE             |        |
| 171  | 9月28日  | 赤い霊柩車シリーズ                      | 30・前編                      | 片平なぎさ   | 山村美紗 西村京太郎 | 石原武龍          | 本橋圭太   | 大映テレビ       | 11.9%  |
| 172  | 10月5日  | 赤い霊柩車シリーズ                      | 30・後編                      | 片平なぎさ   | 山村美紗 西村京太郎 | 石原武龍          | 本橋圭太   | 大映テレビ       | 12.2%  |
| 173  | 10月12日 | ドルチェ                                | 1                             | 松下由樹     | 誉田哲也            | 松本美弥子        | 大谷健太郎 | The icon         | 11.3%  |
| 174  | 11月9日  | 松本清張没後20年特別企画 疑惑           | 松本清張没後20年特別企画 疑惑 | 常盤貴子     | 松本清張            | 吉本昌弘          | 国本雅広   | ケイファクトリー | 14.3%  |
| 175  | 11月30日 | 悪党                                    | 悪党                          | 滝沢秀明     | 薬丸岳              | 戸田山雅司        | 西浦正記   | テレパック       | 13.1%  |
| 176  | 12月21日 | 悪女たちのメス                          | 2                             | 仲間由紀恵   | 秦建日子            | 秦建日子          | 日比野朗   | The icon         | 9.5%   |

### 2013年
| 回数 | 放送日   | タイトル                                 | 話数                                     | 主演         | 原作                | 脚本              | 監督       | 制作               | 視聴率 |
| ---- | -------- | ---------------------------------------- | ---------------------------------------- | ------------ | ------------------- | ----------------- | ---------- | ------------------ | ------ |
| 177  | 1月4日   | 鬼平犯科帳スペシャル 泥鰌の和助始末      | 鬼平犯科帳スペシャル 泥鰌の和助始末      | 中村吉右衛門 | 池波正太郎          | 金子成人          | 吉田啓一郎 | 松竹               |        |
| 178  | 1月11日  | 浅見光彦シリーズ                         | 46                                       | 中村俊介     | 内田康夫            | 峯尾基三          | 金佑彦     | 東映               | 9.9%   |
| 179  | 1月18日  | 所轄刑事                                 | 8                                        | 船越英一郎   | 逢坂剛              | 外村朋子          | 皆川智之   | TSP                |        |
| 180  | 1月25日  | ヤバい検事 矢場健〜ヤバケンの暴走捜査〜  | 2                                        | 舘ひろし     | -                   | 深沢正樹          | 児玉宜久   | ユニオン映画       |        |
| 181  | 2月15日  | 捜査一課・澤村慶司                       | 1                                        | 反町隆史     | 堂場瞬一            | 吉川次郎          | 西浦正記   | 角川映画           |        |
| 182  | 2月22日  | 外科医 鳩村周五郎                        | 11                                       | 船越英一郎   | -                   | 深沢正樹          | 猪原達三   | ホリプロ           | 12.4%  |
| 183  | 3月15日  | 警部補・佐々木丈太郎                     | 5                                        | 寺脇康文     | 西村京太郎          | 石原武龍 末安正子 | 伊藤寿浩   | 東阪企画           | 13.9%  |
| 184  | 4月19日  | 赤い霊柩車シリーズ                       | 31                                       | 片平なぎさ   | 山村美紗            | 高橋麻紀          | 樹下直美   | 大映テレビ         | 10.0%  |
| 185  | 5月3日   | 小京都連続殺人事件                       | 2                                        | 浅野温子     | 山村美紗            | 安藤康太郎        | 楠田泰之   | ホリプロ           | 10.3%  |
| 186  | 5月10日  | 浅見光彦シリーズ                         | 47                                       | 中村俊介     | 内田康夫            | 峯尾基三          | 林憲昭     | 彩の会             | 13.1%  |
| 187  | 5月17日  | 事件屋稼業                               | 1                                        | 寺尾聰       | 関川夏央 谷口ジロー | 酒巻浩史          | 山本剛義   | ドリマックス       | 12.8%  |
| 188  | 5月24日  | 女検視官・江夏冬子                       | 2                                        | かたせ梨乃   | 山村美紗            | 瀧川晃代          | 及川博則   | アズバーズ         |        |
| 189  | 5月31日  | 鬼平犯科帳スペシャル 見張りの糸          | 鬼平犯科帳スペシャル 見張りの糸          | 中村吉右衛門 | 池波正太郎          | 田村恵            | 吉田啓一郎 | 松竹               |        |
| 190  | 6月7日   | 検事・霞夕子                             | 4                                        | 沢口靖子     | 夏樹静子            | 吉本昌弘          | 赤羽博     | ユニオン映画       | 13.0%  |
| 191  | 6月21日  | 十津川捜査班                             | 7                                        | 髙嶋政伸     | 西村京太郎          | 田子明弘          | 福本義人   | FINE               | 10.8%  |
| 192  | 6月28日  | 鬼女                                     | 鬼女                                     | 藤山直美     | -                   | 後藤法子          | 本木克英   | The icon           |        |
| 193  | 7月19日  | よその歌 わたしの唄                      | よその歌 わたしの唄                      | 渡瀬恒彦     | -                   | 山田太一          | 田島大輔   | FCC                |        |
| 194  | 7月26日  | 推理作家・池加代子                       | 2                                        | 名取裕子     | 山村美紗            | 松下隆一          | 樋口徹     | FCC                | 8.4%   |
| 195  | 8月9日   | 黒の滑走路                               | 3                                        | 浅野ゆう子   | 山村美紗            | 田子明弘          | 伊藤寿浩   | FINE               | 10.4%  |
| 196  | 8月23日  | 女医・倉石祥子                           | 2                                        | 片平なぎさ   | 霧村悠康            | 加藤公平          | 小林義則   | 共同テレビ         | 11.2%  |
| 197  | 9月6日   | 浅見光彦シリーズ                         | 48                                       | 中村俊介     | 内田康夫            | 峯尾基三          | 金佑彦     | 東映               | 12.5%  |
| 198  | 9月13日  | 鬼刑事 米田耕作                          | 2                                        | 中村梅雀     | -                   | 矢島正雄          | 富田勝典   | アニマ21           | 9.9%   |
| 199  | 9月20日  | 淋しい狩人                               | 淋しい狩人                               | 北大路欣也   | 宮部みゆき          | 浜田秀哉          | 麻生学     | ホリプロ           |        |
| 200  | 9月27日  | 屍活師 〜女王の法医学〜                  | 屍活師 〜女王の法医学〜                  | 松下奈緒     | 杜野亜希            | 寺田敏雄          | 河野圭太   | 共同テレビ         |        |
| 201  | 10月11日 | ねじれた絆                               | ねじれた絆                               | 板谷由夏     | 奥野修司            | 及川博則          | 及川博則   | ライス             |        |
| 202  | 10月18日 | 小京都連続殺人事件                       | 3                                        | 浅野温子     | 山村美紗            | 安藤康太郎        | 楠田泰之   | ホリプロ           | 12.1%  |
| 203  | 10月25日 | 警部補・佐々木丈太郎                     | 6                                        | 寺脇康文     | 西村京太郎          | 石原武龍          | 村松弘之   | 東阪企画           | 11.6%  |
| 204  | 11月1日  | 孤独の密葬 翻訳家の殺人推理              | 孤独の密葬 翻訳家の殺人推理              | 木村佳乃     | 森村誠一            | ひかわかよ        | 水田成英   | FCC                |        |
| 205  | 11月8日  | 医療捜査官 財前一二三                    | 4                                        | 高島礼子     | 酒井直行 長尾文子   | 入江信吾          | 伊藤寿浩   | ホリプロ           | 9.7%   |
| 206  | 11月15日 | ドルチェ                                 | 2                                        | 松下由樹     | 誉田哲也            | 松本美弥子        | 大谷健太郎 | The icon           | 9.7%   |
| 207  | 11月22日 | 赤い霊柩車シリーズ                       | 32                                       | 片平なぎさ   | 山村美紗            | 石原武龍          | 樹下直美   | 大映テレビ         | 13.9%  |
| 208  | 11月29日 | 長谷川町子物語〜サザエさんが生まれた日〜 | 長谷川町子物語〜サザエさんが生まれた日〜 | 尾野真千子   | 長谷川町子          | 大島里美          | 加藤義人   | テレビマンユニオン |        |
| 209  | 12月13日 | 検事・霞夕子                             | 5                                        | 沢口靖子     | 夏樹静子            | 吉本昌弘          | 赤羽博     | ユニオン映画       | 10.2%  |
| 210  | 12月27日 | 剣客商売（北大路欣也版）                 | 2                                        | 北大路欣也   | 池波正太郎          | 金子成人          | 山下智彦   | 松竹               | 11.4%  |

### 2014年
| 回数 | 放送日  | タイトル                                                            | 話数                                                                | 主演                       | 原作                | 脚本              | 監督       | 制作                 | 視聴率 |
| ---- | ------- | ------------------------------------------------------------------- | ------------------------------------------------------------------- | -------------------------- | ------------------- | ----------------- | ---------- | -------------------- | ------ |
| 211  | 1月10日 | HAMU -公安警察の男-                                                 | HAMU -公安警察の男-                                                 | 滝沢秀明                   | -                   | 八津弘幸          | 都築淳一   | 共同テレビ           |        |
| 212  | 1月17日 | 浅見光彦シリーズ                                                    | 49                                                                  | 中村俊介                   | 内田康夫            | 峯尾基三          | 柿沼竹生   | 彩の会               | 10.8%  |
| 213  | 1月24日 | 十津川捜査班                                                        | 8                                                                   | 髙嶋政伸                   | 西村京太郎          | 田子明弘          | 鶴巻日出雄 | FINE                 | 12.8%  |
| 214  | 1月31日 | 事件屋稼業                                                          | 2                                                                   | 寺尾聰                     | 関川夏央 谷口ジロー | 高橋悠也          | 酒井聖博   | ドリマックス         | 8.3%   |
| 215  | 2月7日  | 外科医 鳩村周五郎                                                   | 12                                                                  | 船越英一郎                 | -                   | 深沢正樹          | 猪原達三   | ホリプロ             | 11.6%  |
| 216  | 2月14日 | ヤバい検事 矢場健〜ヤバケンの暴走捜査〜                             | 2                                                                   | 舘ひろし                   | -                   | 深沢正樹          | 児玉宜久   | ユニオン映画         |        |
| 217  | 2月21日 | 更生人 土門恭介の再犯ファイル                                       | 更生人 土門恭介の再犯ファイル                                       | 渡瀬恒彦                   | -                   | 小谷暢亮          | 合月勇     | ユニオン映画         |        |
| 218  | 3月7日  | 捜査一課・澤村慶司                                                  | 2                                                                   | 反町隆史                   | 堂場瞬一            | 吉川次郎          | 西浦正記   | 角川映画             |        |
| 219  | 3月14日 | 名探偵 神津恭介                                                     | 1                                                                   | 片岡愛之助                 | 高木彬光            | 土屋保文          | 本田隆一   | 松竹                 |        |
| 220  | 4月4日  | 浅見光彦シリーズ                                                    | 50                                                                  | 中村俊介                   | 内田康夫            | 峯尾基三          | 金佑彦     | 東映                 | 10.9%  |
| 221  | 4月11日 | 銭女                                                                | 銭女                                                                | 渡辺えり 篠田麻里子        | -                   | 西岡琢也          | 吉川一義   | The icon             |        |
| 222  | 4月18日 | 赤い霊柩車シリーズ                                                  | 33                                                                  | 片平なぎさ                 | 山村美紗            | 石原武龍          | 本橋圭太   | 大映テレビ           | 10.5%  |
| 223  | 4月25日 | 出張鑑定人・宝来伝吉                                                | 1                                                                   | 伊東四朗                   | -                   | 末安正子          | 山本大輔   | アズバーズ           |        |
| 224  | 5月2日  | 黒の滑走路                                                          | 4                                                                   | 浅野ゆう子                 | 山村美紗            | 福島治子          | 伊藤寿浩   | FINE                 | 10.5%  |
| 225  | 5月9日  | 森光子を生きた女 〜日本一愛されたお母さんは、日本一寂しい女だった〜 | 森光子を生きた女 〜日本一愛されたお母さんは、日本一寂しい女だった〜 | 仲間由紀恵                 | -                   | 龍居由佳里        | 星田良子   | 共同テレビ           |        |
| 226  | 5月16日 | 警視庁総務部縁結び課 桜井はなの事件ファイル                         | 警視庁総務部縁結び課 桜井はなの事件ファイル                         | 泉ピン子                   | -                   | 安井国穂          | 児玉宜久   | 角川映画             |        |
| 227  | 5月23日 | 検事・霞夕子                                                        | 6                                                                   | 沢口靖子                   | 夏樹静子            | 吉本昌弘          | 赤羽博     | ユニオン映画         | 9.8%   |
| 228  | 5月30日 | 松本清張ドラマスペシャル・死の発送                                  | 松本清張ドラマスペシャル・死の発送                                  | 向井理                     | 松本清張            | 扇澤延男          | 国本雅広   | ケイファクトリー     |        |
| 229  | 6月6日  | 医療捜査官 財前一二三                                               | 5                                                                   | 高島礼子                   | 酒井直行 長尾文子   | 入江信吾          | 赤羽博     | ホリプロ             | 9.7%   |
| 230  | 6月13日 | 女医・倉石祥子                                                      | 3                                                                   | 片平なぎさ                 | 霧村悠康            | 加藤公平          | 小林義則   | 共同テレビ           |        |
| 231  | 6月20日 | 警部補・佐々木丈太郎                                                | 7                                                                   | 寺脇康文                   | 西村京太郎          | 石原武龍 末安正子 | 伊藤寿浩   | 東阪企画             | 11.2%  |
| 232  | 7月4日  | 外科医 鳩村周五郎                                                   | 12                                                                  | 船越英一郎                 | -                   | 深沢正樹          | 猪原達三   | ホリプロ             | 8.0%   |
| 233  | 7月11日 | 警察庁特別監察官 氷の女・氷室透子                                   | 警察庁特別監察官 氷の女・氷室透子                                   | 浅野温子                   | -                   | 篠原高志          | 合月勇     | 大映テレビ           |        |
| 234  | 7月18日 | 深川東署特命人情捜査班 朝田真平                                     | 1                                                                   | 中村梅雀 石倉三郎 高田純次 | -                   | 樫田正剛          | 富田勝典   | アニマ21             |        |
| 235  | 7月25日 | 十津川捜査班                                                        | 9                                                                   | 髙嶋政伸                   | 西村京太郎          | 田子明弘          | 位部将人   | FINE                 |        |
| 236  | 8月1日  | 流氷の夜会                                                          | 流氷の夜会                                                          | 伊藤蘭                     | 森村誠一            | 林誠人 小杉晶子   | 中前勇児   | スイート・ベイジル   |        |
| 237  | 8月8日  | 剣客商売（北大路欣也版）                                            | 3                                                                   | 北大路欣也                 | 池波正太郎          | 金子成人          | 山下智彦   | 松竹                 |        |
| 238  | 8月15日 | 命ある限り戦え、そして生き抜くんだ                                  | 命ある限り戦え、そして生き抜くんだ                                  | 上川隆也                   | -                   | 阿相クミコ        | 福本義人   | バンエイト           |        |
| 239  | 8月22日 | 250億騙し取った男たち                                               | 250億騙し取った男たち                                               | 西野亮廣 内藤剛志          | -                   | 及川博則          | 及川博則   | ライス               |        |
| 240  | 8月29日 | 所轄刑事                                                            | 9                                                                   | 船越英一郎                 | 逢坂剛              | 扇澤延男          | 藤嘉行     | TSP                  |        |
| 241  | 9月12日 | 女請負人 〜仕掛けられた女の罠〜                                     | 女請負人 〜仕掛けられた女の罠〜                                     | 財前直見                   | 夏樹静子            | 深沢正樹          | 今井和久   | MMJ                  |        |
| 242  | 9月19日 | 塔馬教授の天才推理                                                  | 2                                                                   | 佐々木蔵之介               | 高橋克彦            | 扇澤延男          | 千葉行利   | ケイファクトリー     | 9.6%   |
| 243  | 9月26日 | 潔癖クンの殺人ファイル                                              | 1                                                                   | 坂上忍                     | -                   | 南千尋            | 鶴巻日出雄 | ジャパンプロデュース | 11.6%  |

## その他
- ゴールデンタイムの番組の終盤近くのCM枠の最後にはこの金曜プレステージと、土曜プレミアムのクロスプログラムがセットで告知されるが、スポーツや他の特別番組がある場合にはどちらかが休止される。
- フジテレビ系列で放送されるスポーツの国際大会の中継がある場合に金曜・土曜のスペシャル枠（金曜プレステージ、土曜プレミアム）で中継することがある。
- 2007年世界フィギュアスケート選手権のうち、3月23日・24日（女子シングルス）の試合は21-22時台のスペシャル枠（金曜プレステージ・土曜プレミアム）で行われている。※但し、一部スポンサーを除く
- また、同9月14日から9月17日の世界柔道選手権大会ブラジル大会（14・15日）や11月のバレーボールワールドカップ（一部試合が19時半以後スタート）も同様であるが、ただこれも通常のスポンサーでなく、大会用のスポンサーのものを付けている。

## 放送時間変更・中止の備考
- 2011年3月11日は放送する予定だったが、東日本大震災発生による『FNN報道特別番組』の拡大により中止となった。
- 2014年3月28日放送の「サイエンスミステリー」は、2014年世界フィギュアスケート選手権中継のため21:30から放送する予定であったが、中継が15分延長したため、21:45から開始した。

## ネット局
| 放送対象地域   | 放送局                    | 系列                          | 放送時間           | 遅れ       |
| 関東広域圏     | フジテレビ（CX）          | フジテレビ系列                | 金曜 21:00 - 22:52 | 製作局     |
| 北海道         | 北海道文化放送（uhb）     | フジテレビ系列                | 金曜 21:00 - 22:52 | 同時ネット |
| 岩手県         | 岩手めんこいテレビ（mit） | フジテレビ系列                | 金曜 21:00 - 22:52 | 同時ネット |
| 宮城県         | 仙台放送（OX）            | フジテレビ系列                | 金曜 21:00 - 22:52 | 同時ネット |
| 秋田県         | 秋田テレビ（AKT）         | フジテレビ系列                | 金曜 21:00 - 22:52 | 同時ネット |
| 山形県         | さくらんぼテレビ（SAY）   | フジテレビ系列                | 金曜 21:00 - 22:52 | 同時ネット |
| 福島県         | 福島テレビ（FTV）         | フジテレビ系列                | 金曜 21:00 - 22:52 | 同時ネット |
| 新潟県         | 新潟総合テレビ（NST）     | フジテレビ系列                | 金曜 21:00 - 22:52 | 同時ネット |
| 長野県         | 長野放送（NBS）           | フジテレビ系列                | 金曜 21:00 - 22:52 | 同時ネット |
| 静岡県         | テレビ静岡（SUT）         | フジテレビ系列                | 金曜 21:00 - 22:52 | 同時ネット |
| 富山県         | 富山テレビ（BBT）         | フジテレビ系列                | 金曜 21:00 - 22:52 | 同時ネット |
| 石川県         | 石川テレビ（ITC）         | フジテレビ系列                | 金曜 21:00 - 22:52 | 同時ネット |
| 福井県         | 福井テレビ（FTB）         | フジテレビ系列                | 金曜 21:00 - 22:52 | 同時ネット |
| 中京広域圏     | 東海テレビ（THK）         | フジテレビ系列                | 金曜 21:00 - 22:52 | 同時ネット |
| 近畿広域圏     | 関西テレビ（KTV）         | フジテレビ系列                | 金曜 21:00 - 22:52 | 同時ネット |
| 島根県・鳥取県 | 山陰中央テレビ（TSK）     | フジテレビ系列                | 金曜 21:00 - 22:52 | 同時ネット |
| 岡山県・香川県 | 岡山放送（OHK）           | フジテレビ系列                | 金曜 21:00 - 22:52 | 同時ネット |
| 広島県         | テレビ新広島（TSS）       | フジテレビ系列                | 金曜 21:00 - 22:52 | 同時ネット |
| 愛媛県         | テレビ愛媛（EBC）         | フジテレビ系列                | 金曜 21:00 - 22:52 | 同時ネット |
| 高知県         | 高知さんさんテレビ（KSS） | フジテレビ系列                | 金曜 21:00 - 22:52 | 同時ネット |
| 福岡県         | テレビ西日本（TNC）       | フジテレビ系列                | 金曜 21:00 - 22:52 | 同時ネット |
| 佐賀県         | サガテレビ（STS）         | フジテレビ系列                | 金曜 21:00 - 22:52 | 同時ネット |
| 長崎県         | テレビ長崎（KTN）         | フジテレビ系列                | 金曜 21:00 - 22:52 | 同時ネット |
| 熊本県         | テレビくまもと（TKU）     | フジテレビ系列                | 金曜 21:00 - 22:52 | 同時ネット |
| 大分県         | テレビ大分（TOS）         | 日本テレビ系列 フジテレビ系列 | 金曜 21:00 - 22:52 | 同時ネット |
| 鹿児島県       | 鹿児島テレビ（KTS）       | フジテレビ系列                | 金曜 21:00 - 22:52 | 同時ネット |
| 沖縄県         | 沖縄テレビ（OTV）         | フジテレビ系列                | 金曜 21:00 - 22:52 | 同時ネット |

### ネット局に関する備考
- 本番組が非ネットであるテレビ宮崎（UMK）では、『土曜プレミアム』との連動企画の場合のみ土曜日の昼に1日遅れで放送されていた。なお、『金曜女のドラマスペシャル』以来2006年9月まで長年同時ネットで放送されていたが、放送枠の捩れ（ねじれ）現象（金曜日の19・20時台が日本テレビ系、21・22時台がフジテレビ系）を解消するため、本番組は2011年3月打ち切りまで遅れネットとなっていたが、現在は不定期に放送することがある。同番組枠でスポーツ中継が編成される場合でも日本テレビ系列番組の同時ネット放送を優先するため「NEWS ZERO」の同時ネット終了後、同日録画での放送となる。
- 日本テレビとフジテレビのクロスネットであるテレビ大分は本番組が「金曜ロードショー」より放送時間が長かった場合には、「NEWS ZERO」は遅れネットでの放送となる。
- フジテレビ系列局の無い青森県では、単発ものを中心に青森放送、青森テレビで遅れネット[注 19]で週末の午後に放送されている。ただし、浅見光彦シリーズに関しては青森朝日放送でネットされる場合が多い。

### 再放送
- フジテレビ(CX):（月曜日〜金曜日）14:00〜15:50『ドラマチックα』内（土曜日）15:05〜17:00『土曜ワイド』
- テレビ西日本(TNC):（月曜日～金曜日）14:55～15:50『ももち浜セレクション』（土曜日）15:00～17:00